# Pristimantis padrecarlosi
Pristimantis padrecarlosi är en groddjursart som först beskrevs av Jonh Jairo Mueses-Cisneros 2006.  Pristimantis padrecarlosi ingår i släktet Pristimantis och familjen Strabomantidae. IUCN kategoriserar arten globalt som otillräckligt studerad. Inga underarter finns listade i Catalogue of Life.